# Futaleufu (kommun i Chile)
Futaleufu är en kommun i Chile.   Den ligger i provinsen Provincia de Palena och regionen Región de Los Lagos, i den södra delen av landet, 1 100 km söder om huvudstaden Santiago de Chile. Futaleufu ligger vid sjön Lago Espolón.
I omgivningarna runt Futaleufu växer i huvudsak blandskog. Trakten runt Futaleufu är nära nog obefolkad, med mindre än två invånare per kvadratkilometer.